# Kevin Federline
Kevin Earl Federline (Fresno, California, 21 de marzo de 1978), también conocido como K-Fed, es un bailarín, rapero, modeloy actor estadounidense. Fue la pareja de la actriz Shar Jackson, antes de hacerse célebre por sus casi tres años de matrimonio con la cantante Britney Spears. El divorcio de la pareja fue muy publicitado y fue seguido por el pleito entre ambos por la custodia de sus dos hijos.

## Carrera

### Bailarín
Comenzó bailando en las giras de Christina Milian, *NSYNC, Justin Timberlake, Pink, Michael Jackson, Destiny's Child, la banda LFO y en los coros de San José. 

### Rapero
Oficialmente se volvió rapero con el lanzamiento de "Lose Control" el cual fue estrenado en Yahoo! Music y su primera interpretación en vivo fue en los Premios Teen Choice en los cuales tuvo una nominación (Icono Masculino de la Moda en la Alfombra Roja) poco después lanzó su álbum Playing with Fire, el 31 de octubre, de 2006. El disco fue un verdadero fracaso y vendió la escasa suma de 16.000 copias a nivel mundial con todos sus singles siendo un total fracaso. Siendo uno de los álbumes con peores estrellas de los críticos y el público.
Fue coestrella de "Britney and Kevin: Chaotic" en el 2005, participó en la película You Got Served y en un episodio de CSI.
Salió en la serie estadounidense One Tree Hill.

## Lucha libre profesional
Federline apareció en la programación de WWE para promocionar su álbum Playing with Fire, y participó de un angle. Apareció por primera vez en las ediciones del 16 de octubre y 23 de octubre de 2006 de Raw, en la que tuvo altercados físicos con el, en ese entonces, campeón de la WWE John Cena. La semana siguiente, llegó al ring para ayudar a Johnny Nitro en su lucha contra John Cena. Federline abofeteó a Cena con fuerza. Apareció nuevamente durante el de pago por evento del 5 de noviembre de 2006, Cyber Sunday, golpeando a Cena con el cinturón del Campeonato Mundial de Peso Pesado de King Booker, ayudando a este a retener su título y ganar la lucha de campeones que se organizó entre este, Cena y Big Show. La noche siguiente del 6 de noviembre de 2006, retó a Cena a una lucha en la edición de Año Nuevo de Raw, que Cena aceptó. Más tarde, el 1 de enero de 2007, ganó la lucha de no descalificación gracias a la interferencia de Johnny Nitro y Umaga. Más tarde en la noche, después del evento estelar de John Cena, este último fue tras Federline y lo llevó al ring, aplicándole su movimiento final FU dos veces antes de que las cámaras dejaran de rodar.
Según el Wrestling Observer Newsletter, Federline fue bien recibido entre bastidores. Las fuentes dicen que trabajó tan bien con la compañía y el personal que la WWE podría darle un papel regular en el programa de la compañía Raw en el futuro cercano. Otras fuentes y luchadores también han hablado de la actitud generalmente buena de Federline entre bastidores.

## Vida personal
Kevin mantuvo un romance con la actriz Shar Jackson, con la cual tuvo dos hijos: Kori Madison Jackson-Federline (nacida el 31 de julio de 2002) y Kaleb Michael Jackson-Federline (nacido el 20 de julio de 2004). Se separaron cuando ella estaba embarazada de su segundo hijo.
Durante este tiempo, Federline empezó a salir con la cantante Britney Spears, tras conocerla en una grabación de un videoclip suyo. En julio de 2004, Federline y Spears anunciaron su compromiso, después de tres meses de noviazgo. La pareja se casó el 18 de septiembre de 2004, en Studio City, California. La pareja tuvo su primer hijo, Sean Preston Federline, el 14 de septiembre de 2005. Apenas dos días antes del primer cumpleaños de Sean, la pareja tuvo a su segundo hijo, Jayden James Federline, quien nació el 12 de septiembre de 2006 en Los Ángeles. Spears le solicitó el divorcio a Federline el 7 de noviembre de 2006, citando diferencias irreconciliables. En el 2019 se hizo público que la custodia compartida se redujo del 50% al 30%, debido a un altercado que Sean tuvo con el padre de Britney, Jamie.
Desde 2008 sale con la exjugadora de vóleibol, Victoria Prince. Los 
dos estaban en el mismo equipo de bowling recreativo, los Party Animals. La pareja tuvo una hija llamada Kay Jordan Federline el 15 de agosto de 2011. Se casaron el 10 de agosto de 2013 y el 7 de abril de 2014 dieron la bienvenida a su segunda hija en común, Peyton Marie Federline.